# 胡秉权
胡秉权（1908年—1973年），男，吉林洮安县永茂乡兴德村育英屯人，中国人民解放军开国少将，曾任内蒙古军区副司令员兼参谋长。

## 生平
北平东北大学肄业。1936年加入中国共产党。
1937年参加八路军。任晋察冀军区第二军分区五大队连队指导员，大队教导员，第三军分区骑兵团政治处主任，区队副政治委员，冀晋军区政治部生产-部部长。
抗战胜利后赴东北。被西满分局派遣，任内蒙古人民解放军骑兵二师政委，辽吉军区哲盟军分区第二政治委员，内蒙古军区参谋长。
中华人民共和国成立后，任内蒙古军区副司令员兼参谋长，蒙绥军区副司令员兼参谋长，中国人民解放军军事学院训练部副部长、部长、训练研究部部长、副教育长，军事科学院教研馆主任。1955年被授予大校军衔， 1961年晋升少将军衔。